# Forêt du Parc de Saint-Quentin
La forêt domaniale du Parc Saint-Quentin, appelée « bois du Parc » par les habitants du Beauvaisis, est une forêt située à l'ouest de Beauvais dans le département de l'Oise, en région Hauts-de-France.

## Géographie

### Localisation
D'une superficie de près de 800 hectares (8 kilomètres carrés), la forêt est située sur quatre communes :
- Beauvais
- Le Mont-Saint-Adrien
- Fouquenies
- Goincourt.

### Topographie
La forêt domaniale du Parc Saint-Quentin s'étend sur un plateau dont l'altitude moyenne est de 120 mètres. Ce plateau a plusieurs vallons, appelés "fonds" en picard et orientés d'ouest en est, dans lesquels ne coule plus de ruisseau, notamment le "Fond Notre-Dame", au nord. Des chemins empruntent ces "fonds" en formant parfois des "cavées". Le point le plus bas de la forêt est à 80 mètres d'altitude environ, à l'entrée de la route forestière du Beau Chêne à Saint-Just-des-Marais (ici, St-Just se prononce Saint-Ju) (Beauvais), et le point le plus haut se trouve à 170 mètres, au sud, en surplomb des villages de Goincourt et de Saint-Paul au lieu-dit « bois de Pentemont », en bordure de la boutonnière du pays de Bray. Au centre, la maison forestière du Rond-Point est à 124 mètres d'altitude. La maison forestière de Rome, à l'ouest, est à 125 mètres. 

### Géologie
Le sol est constitué en profondeur de craie blanche ou « marne », recouverte d'argile à silex appelée « bief » où l'on peut trouver des fossiles d'oursin, puis d'un limon « biéfeux » qui servait autrefois à faire le torchis, et enfin d'un limon de surface plus ou moins riche suivant les lieux et la pente, mince de quelques centimètres sur les coteaux nord et abrupts des vallons où la craie affleure en "marnettes". Ces coteaux nord peuvent être d'anciens « larris », sortes de landes. En revanche, le limon est très épais (jusqu'à 60 cm d'épaisseur) sur les coteaux sud toujours en pente douce. Notons qu'en amont du fond Notre-Dame, le lieu-dit est « la Côte de la Marnière ». 

### Peuplement
Le chêne rouvre, dit sessile, domine et représente 60 % du peuplement, suivi par le hêtre :  30 %. Le reste comprend le charme et diverses essences communes dans la région tels que l'érable sycomore, le tilleul, le merisier et le frêne. Il existe un peuplement de chênes classés (bois de qualité). Des plantations de résineux (le douglas essentiellement, essence nord-américaine introduite) ont été faites vers 1970.

### Faune
Les plus grands animaux sont le sanglier (de passage) et le chevreuil. On rencontre le lièvre, le lapin, l'écureuil, différentes espèces de mustélidés (de la belette au blaireau). On peut y observer les mêmes espèces d'oiseaux que dans le reste du Beauvaisis, les plus grands étant la buse variable (rapace diurne), la chouette hulotte (rapace nocturne), et parmi les pics le pic-noir (revenu depuis les années 1990). Le pigeon ramier niche également. Les derniers loups y ont été tués au cours des années 1860-1870. La rue de Goincourt qui monte vers le bois du Parc s'appelle « rue aux Loups ».   

### Hydrographie
La forêt n'a ni cours d'eau ni source, mais elle est située sur une sorte de promontoire à la rencontre des vallées de l'Avelon et du Thérain. L'Avelon est un affluent du Thérain. Le Thérain, qui traverse Beauvais, est un affluent de l'Oise.

## Histoire
La forêt domaniale du Parc Saint-Quentin est la réunion de deux petites forêts, l'une ayant appartenu, sous l'Ancien Régime, à l'évêché de Beauvais (bois du Parc, 560 hectares), et l'autre à l'abbaye de Saint-Quentin (160 hectares). Elles ont été rattachées au domaine national sous la Révolution. 

Dans les années 1420-1430, durant la guerre de Cent Ans, le bois du Parc servait de refuge aux partisans du roi de France commandé par Jeannin Galet.

De petites parcelles boisées mais privées sont enclavées dans le massif qui, ainsi, forme au total une superficie d'un peu plus de huit cents hectares.

## Lieux remarquables
- Trois douglas centenaires, dont l'un est plus gros et plus haut que les deux autres, en bordure de l'allée des Deux Réserves, sans former un « lieu remarquable », rendent l'endroit agréable au promeneur qui apprécie la forêt.
- Voir également le « chêne de Saint-Quentin », arbre centenaire visible à 200 m environ du carrefour formé par la laie de Saint-Just et la laie de Fouquenies (aire de stationnement à ce carrefour).